# Municipio de Delhi (Míchigan)
El municipio de Delhi (en inglés: Delhi Township) es un municipio ubicado en el condado de Ingham en el estado estadounidense de Míchigan. En el año 2010 tenía una población de 25877 habitantes y una densidad poblacional de 344,2 personas por km².

## Geografía
El municipio de Delhi se encuentra ubicado en las coordenadas 42°37′33″N 84°32′11″O / 42.62583, -84.53639. Según la Oficina del Censo de los Estados Unidos, el municipio tiene una superficie total de 75.18 km², de la cual 74.1 km² corresponden a tierra firme y (1.44%) 1.08 km² es agua.

## Demografía
Según el censo de 2010, había 25877 personas residiendo en el municipio de Delhi. La densidad de población era de 344,2 hab./km². De los 25877 habitantes, el municipio de Delhi estaba compuesto por el 86.84% blancos, el 5.22% eran afroamericanos, el 0.49% eran amerindios, el 2.93% eran asiáticos, el 0.03% eran isleños del Pacífico, el 1.35% eran de otras razas y el 3.13% pertenecían a dos o más razas. Del total de la población el 5.34% eran hispanos o latinos de cualquier raza.